# 富山市立中央小学校
富山市立中央小学校（とやましりつ ちゅうおうしょうがっこう）は富山県富山市にある公立小学校。

## 沿革
- 2005年（平成17年）10月5日 - 3小学校統合校校名選考委員会を開催し、『中央』、『花水木』、『蛍川』の3点の校名候補の中から『中央』に決定した[2]。
- 2007年（平成19年）8月13日 - 校章デザインが大島麻未の作品に決定した[2]。
- 2008年（平成20年）
  - 4月1日 - 富山市立清水町小学校と富山市立星井町五番町小学校が統合し富山市立中央小学校となる[3]。
  - 12月26日 - 宮田滋子作詞、岩河三郎作曲の校歌が完成し、教育委員会定例会で報告を行った[2]。
  - 4月4日 - 対面式・最初の始業式及び第1回入学式挙行。最初の新入生は60名。
  - 4月5日 - 開校式挙行[2]。
  - 5月24日 - 第1回運動会を開校記念運動会として開催。
- 2009年（平成21年） 
  - 3月19日 - 第1回卒業式挙行。最初の卒業生は77名。
  - 3月24日 - 最初の修了式挙行。
  - 3月30日 - 最初の離任式挙行。

## 通学区域
石倉町、梅沢町1丁目～3丁目、太田口通り1丁目～3丁目、上本町、小泉町中部、小泉町北部、五番町、山王町、三番町、辰巳町1丁目～2丁目、中央通り1丁目～3丁目、堤町通り1丁目～2丁目、 中野新町1丁目～2丁目、西中野本町(3番3番・7番・11番～13号を除く)、 西中野町1丁目(15番11号～14号・28号・31号・34号・40号・42号・43号・46号を除く)、西中野町2丁目、古鍛冶町、 星井町1丁目～3丁目、南新町、南田町1丁目～2丁目、室町通り1丁目～2丁目、旭町、大泉北町、大泉東町1丁目、大泉町3丁目、音羽町1丁目、音羽町2丁目(1番12号～15号・2番14号～17号・3番12号～18号・4番・5番を除く) 雄山町、清水中町、清水町1丁目～9丁目、西公文名町、元町1丁目

## 進学先
- 富山市立南部中学校
- 富山市立大泉中学校
- 富山市立堀川中学校

## アクセス
- 富山市コミュニティバス「まいどはやバス」東ルート・西ルートで、「五番町」バス停下車後、徒歩約390m・約6分。
  - JR西日本・あいの風とやま鉄道富山駅、富山地方鉄道本線電鉄富山駅から、先述の「まいどはやバス」で行く事もできるが、遠回りルートとなる為、後述の地鉄軌道線で上本町電停まで行き、徒歩移動した方が早い。
- 富山地方鉄道富山軌道線本線上本町電停から、徒歩約370m・約6分。

## 学校周辺
- 花水木通り（富山市道）
- 木谷綜合学園中央小前教室
- 学校法人富山市五番町幼稚園 - 進級前幼稚園のひとつ
- 南新町公園
- いたち川
  - この他、周辺には寺院が点在する。

## 校舎について
出典→
建築主
- まちっこ富山アイ･イー･エス株式会社社長、石橋正孝

設計
- 日総建、露木正嘉（設計2部長）

施工
- 松井建設、石坂建設JV

第40回（平成21年度）富山県建築賞、一般の部入選。